# Bellmead
La ville de Bellmead est située dans le comté de McLennan, dans l’État du Texas, aux États-Unis. Sa population s’élevait à 9 901 habitants lors du recensement de 2010, estimée à 10 306 habitants en 2016.

## Source
- (en) Cet article est partiellement ou en totalité issu de l’article de Wikipédia en anglais intitulé « Bellmead, Texas » (voir la liste des auteurs).